# Ammoconia marsicaria
Ammoconia marsicaria là một loài bướm đêm trong họ Noctuidae.